# Hanson Records
Hanson Records est une maison de disques américaine originaire de Ann Arbor dans le Michigan créée par Aaron Dilloway en 1994, ex-membre du groupe Wolf Eyes. Hanson Records a édité de nombreux albums de Wolf Eyes. Depuis février 2008, Hanson Records est basé à Oberlin, Ohio

## Artistes
- Andrew W.K., sous son nom complet "Andrew Wilkes-Krier" ou sous le nom de son projet solo "Ancient Art Of Boar"
- Wolf Eyes
- Prurient
- Robert Turman
- Kevin Drumm
- Aaron Dilloway
- Nautical Almanac
- Hair Police
- Hive Mind
- Smegma
- Erica Hoffman (mariée à Aaron Dilloway)
- Emeralds
- Nath Family